# Nationale Anti-Doping Agentur Austria
Die Nationale Anti-Doping Agentur Austria GmbH (NADA Austria) ist die österreichische Anti-Doping-Agentur.

## Gründung

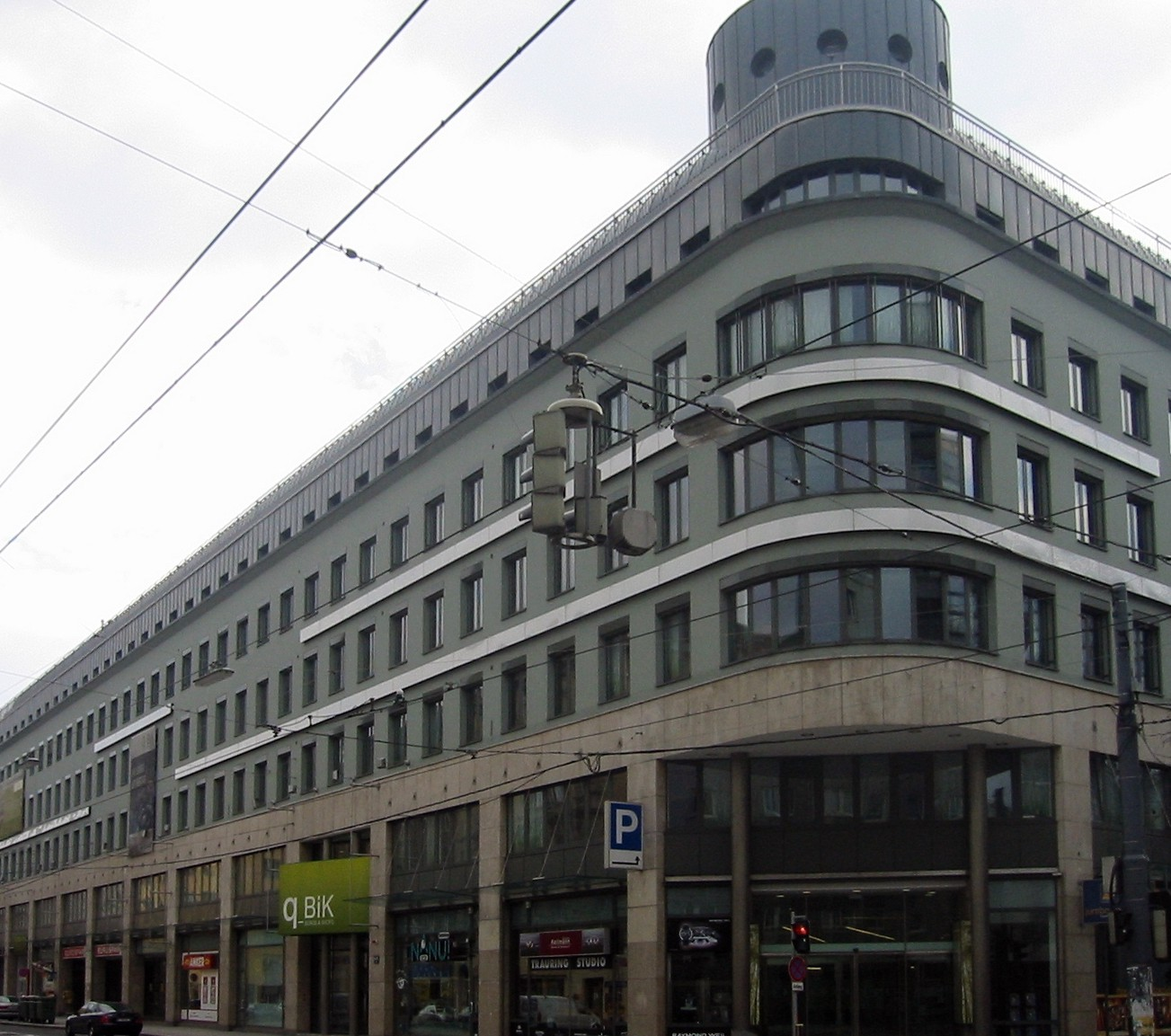
Sitz der NADA Austria in Wien im 3. Wiener Gemeindebezirk Landstraße

Die Welt-Anti-Doping-Agentur (WADA) wurde 1999 als Ergebnis einer vom IOC initiierten Welt-Anti-Doping-Konferenz mit dem Ziel gegründet, die Anti-Doping-Programme auf internationaler und nationaler Ebene in Hinsicht auf die Entdeckung, Abschreckung und Verhinderung von Doping zu harmonisieren und koordinieren.
Die Nationale Anti-Doping Agentur (NADA Austria) wurde am 1. Juli 2008 als Gesellschaft mit beschränkter Haftung (GmbH) mit Sitz in Wien gegründet und ist eine nicht gewinnorientierte, unabhängige Anti-Doping-Organisation. Gesellschafter sind der Bund (53 %), die neun Bundesländer (je 5 %), die Österreichische Bundes-Sportorganisation und das Österreichische Olympische Comité (je 1 %). Durch Beschluss des Bundeskanzlers übernahm die NADA Austria die Aufgaben der Unabhängigen Dopingkontrolleinrichtung im Sinne des Anti-Doping-Bundesgesetzes. Die Hauptaufgabe der NADA Austria ist die Anti-Doping-Arbeit im Sport auf der Grundlage internationaler Konventionen mittels Repression und Prävention.

## Aufgaben

### Prävention
Die NADA Austria definiert sich als Serviceeinrichtung für den österreichischen Sport. Ihre Hauptaufgabe ist der Schutz der sauberen Sportler. Verstöße gegen die Anti-Doping-Bestimmungen, die durch Unwissenheit, Fehlverhalten oder Falschinformation entstanden sind, sollen verhindert werden. Zu diesem Zweck bietet die NADA Austria eine ganze Reihe an kostenlosen Informations- und Präventionsangeboten. So gibt es beispielsweise eine Online-Medikamentenabfrage, in der jedes Medikament des Austria-Codex auf seine Zulässigkeit nach der Verbotsliste untersucht werden kann, sowie eine Beispielliste mit erlaubten Medikamenten. Dieser Service steht auch als App für mobile Endgeräte zur Verfügung.
In den Aufgabenbereich der Präventionsarbeit fällt die Information, Aufklärung und Bewusstseinsbildung über Doping im Spitzen-, Leistungs-, Nachwuchs- und Breitensport, die Förderung der Ausbildung von Betreuungspersonen der Sportler im Bereich Dopingprävention und die Aufklärung von Sportlern und Betreuungspersonen vor großen internationalen Wettkämpfen.
Um diese Aufgaben in hoher Qualität gewährleisten zu können, gibt es Kooperationen mit dem Sportministerium, dem Unterrichtsministerium, der Bundes-Sportorganisation, den Bundes-Sportfachverbänden, den Bundes-Sportakademien, Sportfördereinrichtungen, dem Apothekerverband, dem Verband der österreichischen Sportärzte und großen Veranstaltern.
Erklärtes Ziel der Präventionsarbeit der NADA Austria ist es, dass sich österreichische Sportler aus eigener Entscheidung bewusst gegen Doping entscheiden.

### Doping-Kontrollsystem
Zu den Kontrollfunktionen gehört unter anderem die Planung, Durchführung und Überwachung von Dopingkontrollen, die Beantragung von Disziplinarverfahren bei der Österreichischen Anti-Doping Rechtskommission (ÖADR), die Überwachung der Einhaltung der Bedingungen für die Sportförderung, die Entscheidung über Anträge auf medizinische Ausnahmegenehmigungen und Beratung in medizinischen Angelegenheiten und die Berichterstattung über die Einhaltung der Anti-Doping-Regelungen.
Zur Durchführung der Dopingkontrollen verfügt die NADA Austria über rund 40 Doping-Kontrollteams in ganz Österreich.
Zentrales Element eines modernen, effektiven Doping-Kontrollsystems sind unangekündigte Kontrollen, denn jede Vorwarnzeit kann demjenigen, der betrügen möchte, theoretisch die Möglichkeit der Manipulation verschaffen. Durch die immer raffinierteren Betrugs- und Manipulationstechniken der dopenden Sportler muss der Zeitpunkt der Kontrollen klug gewählt werden. Intelligente Dopingkontrollen außerhalb der Wettkämpfe sind neben einer stetigen Verbesserung der Analysemethoden das Kernstück der Anti-Doping-Arbeit.
Bei Verdacht oder hoher Doping-Wahrscheinlichkeit werden Zielkontrollen durchgeführt. Zu ihrer Unterstützung hat die NADA Austria eine Auswahlkommission mit Fachleuten installiert, die jährlich einen Doping-Kontrollplan erstellen und Hilfestellungen und Ratschläge bei der Durchführung intelligenter Kontrollen geben.
Durch den bestätigten, hohen und überprüften Qualitätsstandard, der durch die ISO-Zertifizierung überprüft wird, ist die NADA Austria berechtigt, Dienstleistungen (z. B. Kontrollen) für andere Anti-Doping Organisationen durchzuführen.
Seit dem 1. Januar 2009 führt die NADA Austria auch Blutkontrollen durch, um auch auf verbotene Substanzen und Methoden untersuchen zu können, die im Urin nicht nachgewiesen werden können. Dreizehn speziell dafür geschulte Ärzte stehen zur Verfügung. Dopingproben können bis zu zehn Jahre aufbewahrt werden, um Nachuntersuchungen anstellen zu können. Sollte ein neues Nachweisverfahren entwickelt werden, so können alte Proben neu analysiert werden. Ziel der Kontrolltätigkeit der NADA Austria ist es, eine faire und gerechte Sportausübung zu gewährleisten. Durch die Etablierung und Einhaltung internationaler Standards soll der sportliche Vergleich mit Athleten anderer Länder unter gleichen Voraussetzungen gelingen.
Es wurden 2016 in Summe 1987 Proben abgenommen (1115 Urin- und 508 Blutproben), die sich auf verschiedene Sportbereiche verteilten:
| - 242 Fußball (ÖFB) - 207 Skilauf Nordisch (ÖSV) inkl. Biathlon und Skibergsteigen - 119 Radsport (ÖRV) | - 84 Skilauf Alpin (ÖSV) inkl. Snowboard und Ski Cross - 80 Eishockey (ÖEHV) - 76 Schwimmen (OSV) | - 71 Leichtathletik (ÖLV) - 66 Rudern (ÖRV) - 47 Volleyball (ÖVV) - 44 Kanu (ÖKV) |

2017 führte die NADA Austria auch ein Gütesiegel für Fitnesscenter ein und die Kooperationspartner erhalten im Rahmen eines Informations- und Schulungsprogramms das „NADA Anti-Doping Gütesiegel“.

#### Top- und Basissegment
Im Jahr 2016 waren etwa 700 Sportler im Nationalen Testpool, davon ca. 190 im Topsegment und 510 im Basissegment. Jene Sportler, welche dem Topsegment des Nationalen Testpools zugeteilt wurden, müssen zusätzlich für jeden Tag eine Stunde angeben, in der sie auf jeden Fall für eine Dopingkontrolle zur Verfügung stehen.

### Organisation
Zur Unterstützung ihrer Aufgabenbereiche hat die NADA Austria insgesamt vier Kommissionen eingerichtet:
- Ärztekommission
- Auswahlkommission
- Ethikkommission
- Veterinärmedizinische Kommission

Bei Verdacht auf einen Verstoß gegen die Anti-Doping Bestimmungen hat die NADA Austria einen Prüfantrag an die unabhängige Anti-Doping Rechtskommission (ÖADR) zu stellen. Die ÖADR entscheidet anstelle des Bundes-Sportfachverband, dem der betroffene Sportler angehört. Diese im Anti-Doping Bundesgesetz festgelegte Regelung gilt für alle Bundes-Sportfachverbände. Dadurch sind einerseits Konsequenz und Konstanz in der Sanktionierung gewährleistet, andererseits werden Interessenskonflikte vermieden. Als zweite Instanz im Anti-Doping Verfahren fungiert die Unabhängige Schiedskommission.

Auch der Gang vor ein Zivilgericht oder zum CAS ist möglich. Strafrechtliche Tatbestände wie Besitz, Handel und Weitergabe von verbotenen Substanzen oder Methoden werden durch die staatlichen Ermittlungsbehörden (Polizei, Zoll, Staatsanwaltschaft) erhoben. Das Anti-Doping Bundesgesetz ermöglicht eine Zusammenarbeit zwischen NADA Austria und staatlichen Ermittlungsbehörden.

### Rechtlicher Rahmen
Der Welt-Anti-Doping-Code (WADC) ist das von der Welt-Anti-Doping-Agentur (WADA) herausgegebene, grundlegende und generelle Dokument, auf dem das Welt-Anti-Doping-Programm aufgebaut ist und regelt u. a. die Definition von Doping, die Verstöße gegen die Anti-Doping-Bestimmungen und deren Sanktionierung, die Durchführung von Anti-Doping-Verfahren sowie die Kompetenzen und Aufgaben der Unterzeichner des WADC.
Aktuell gilt der WADC 2015, der mit 1. Januar 2015 in Kraft getreten ist. Die Änderungen beinhalten im Wesentlichen:
- Die „Standard-Sperre“ wird bei schweren Vergehen von zwei auf vier Jahre erhöht.
- Die Verjährungsfrist für Verstöße gegen die Anti-Doping Bestimmungen wurde von acht auf zehn Jahre erhöht.
- Athleten ist es künftig untersagt, für mindestens sechs Jahre mit verurteilten Trainern, Betreuern oder Funktionären zusammenzuarbeiten.

Das Anti-Doping Bundesgesetz (ADBG) bildet die Grundlage der österreichischen Anti-Doping Arbeit und regelt u. a. die Aufgaben, Rechte und Pflichten der Sportler, Betreuungspersonen, Sportorganisationen und Anti-Doping Organisationen. Zudem werden im ADBG auch gerichtliche Strafbestimmungen für Besitz, Handel und Weitergabe (bis zu fünf Jahre Haft) sowie die Zusammenarbeit der NADA Austria mit den staatlichen Ermittlungsorganen erfasst.

Das mit 1. Jänner 2015 in Kraft getretene ADBG erfüllt alle Vorgaben des Welt-Anti-Doping-Codes und bringt die folgenden wesentlichen Änderungen mit sich:
- Klare Trennung zwischen NADA Austria, Österreichischer Anti-Doping Rechtskommission und Unabhängiger Schiedskommission
- Risikoabschätzung beim Nationalen Testpool
- In Anti-Doping Verfahren ist es nunmehr möglich, Zeugen bei Nichterscheinen von einem ordentlichen Gericht vorladen zu lassen.

Die NADA Austria folgt einer Forderung der WADA und veröffentlicht die Namen der Sportler direkt nach dem positiven Test der B-Probe. NADA Deutschland hingegen gibt in einem Dopingfall die Namen der betreffenden Personen erst an die Öffentlichkeit, wenn das Urteil rechtskräftig ist.

## Tonband-Affäre
Am 31. Dezember 2009 gab die NADA Austria die Suspendierung von Christian Hoffmann wegen des Verdachts des Blutdopings bekannt. Hoffmann erklärte daraufhin seine sportliche Karriere mit sofortiger Wirkung für beendet. Nach einem knapp zweijährigen Verfahren entschied die Rechtskommission der NADA Austria, Hoffmann wegen verschiedener Verstöße gegen Anti-Doping-Bestimmungen für 6 Jahre zu sperren. Er selbst hat die gegen ihn vorgebrachten Beschuldigungen stets bestritten.
Die entscheidende Sitzung zur Urteilsfindung am 5. Dezember 2011 wurde (unerlaubterweise) von Hoffmann auf Tonband aufgezeichnet, das der Kronen Zeitung zugespielt wurde. Das Protokoll dieser Aufzeichnung wurde von der Krone veröffentlicht und ließ erhebliche Zweifel an der Objektivität des Verfahrens gegen Christian Hoffmann aufkommen.
Aufgrund des medialen Drucks, der daraufhin gegen die NADA Austria entstand, wurde der Geschäftsführer der NADA Austria, Andreas Schwab, am 30. März 2012 seines Amtes enthoben und die Rechtskommission vom Sportministerium mit sofortiger Wirkung aufgelöst.

Im August 2012 wurde mit Michael Cepic ein neuer Geschäftsführer bestellt.
Der Rechnungshof kritisierte im Mai 2018 die 2012 angefallenen hohen Kosten für die Geschäftsführer-Ablöse sowie die verzögerte Förderungsabwicklung.